# Joan Baez, Vol. 2
Pour les articles homonymes, voir Baez.
Albums de Joan Baez
Joan Baez
(1960) Joan Baez in Concert
(1962)
Joan Baez, Vol. 2 est, comme son titre l'indique, le second album de la chanteuse américaine Joan Baez, sorti fin 1961.

## Titres
| 1.    | Wagoner's Lad               | 2:11 |
| 2.    | The Trees They Do Grow High | 2:57 |
| 3.    | Lily of the West            | 3:18 |
| 4.    | Silkie (en)                 | 3:57 |
| 5.    | Engine 143 (en)             | 3:29 |
| 6.    | Once I Knew a Pretty Girl   | 2:53 |
| 7.    | Lonesome Road               | 2:20 |
| 8.    | Banks of the Ohio (en)      | 3:07 |
| 9.    | Pal of Mine                 | 2:48 |
| 10.   | Barbara Allen               | 4:14 |
| 11.   | The Cherry-Tree Carol (en)  | 3:27 |
| 12.   | Old Blue (en)               | 2:32 |
| 13.   | Railroad Boy                | 2:28 |
| 14.   | Plaisir d'Amour             | 3:06 |
| 44:15 |                             |      |